# Teddy Trabichet
Teddy Trabichet (né le 10 mars 1987 à Échirolles dans le département de l'Isère) est un joueur professionnel français de hockey sur glace. Il évolue au poste de défenseur. Son frère Cyril Trabichet a joué également au hockey sur glace.

## Biographie

### Carrière en club

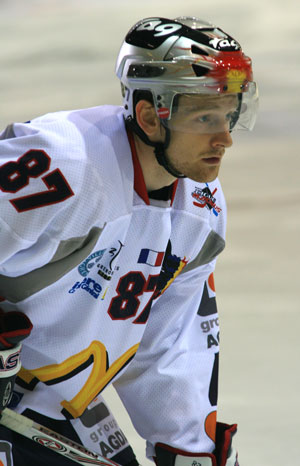
Trabichet avec les Brûleurs de loups de Grenoble en 2008.

Formé aux Brûleurs de loups de Grenoble, il débute en Ligue Magnus en 2005. Il remporte le championnat 2007, 2009, le Match des Champions le 6 septembre 2008, la Coupe de la Ligue en 2007 et 2008 ainsi que la Coupe de France 2008. En 2009, il signe à Amiens où il passe trois saisons. 
Il rejoint alors les Diables rouges de Briançon. L'équipe est éliminée en demi finale de coupe de la ligue par Angers. Elle évince Marseille, Morzine-Avoriaz, Dijon puis Grenoble 4-1 en demi-finale de Coupe de France puis bat Angers 2-1 lors de la finale au Palais omnisports de Paris-Bercy. En championnat, Briançon termine la saison régulière à la troisième place. L'équipe élimine Strasbourg en quatre matchs lors des quarts de finale. Futur champion de France, Rouen met fin à la saison des briançonnais trois victoires à une au stade des demi-finales.
Les briançonnais remportent le match des champions 2013 face à Rouen 4-2. En Coupe de France, les Diables rouges atteignent le stade des demi-finales où ils sont éliminés 2-4 face à Rouen. Briançon s'incline contre cette même équipe en demi-finale de Coupe de la Ligue. Le 22 décembre 2013, ils remportent 5-4 face à Grenoble le Winter Game, match de saison régulière disputé au Stade des Alpes. Deuxièmes de la saison régulière, les briançonnais éliminent Villard-de-Lans trois matchs à un puis Dijon en quatre matchs secs. Lors de la finale, Ils affrontent Angers et s'imposent quatre victoires à trois. Lors du septième et dernier match, le 6 avril 2014, les Ducs mènent 1-0 grâce à Braden Walls à la patinoire René Froger. Les Diables rouges réagissent en supériorité numérique et l'emportent 5-1. Briançon décroche la Coupe Magnus, trophée récompensant le champion de France, pour la première fois de son histoire.
À l'issue de la saison, il suit son entraîneur Luciano Basile à Gap en compagnie de cinq autres joueurs des Diables rouges. Trabichet est nommé capitaine de l'équipe. Deuxièmes de la saison régulière, les Rapaces remportent la finale de la Coupe Magnus 2015 face au Gamyo Épinal en sept matchs. Il est élu meilleur joueur de la finale.

### Carrière internationale
Il représente l'équipe de France au niveau international. Il a participé aux sélections jeunes.

## Trophées et honneurs personnels

### Ligue Magnus
- 2006-2007 :
  - champion de France avec Grenoble
  - vainqueur de la Coupe de la Ligue avec Grenoble
- 2007-2008 : vainqueur de la Coupe de la Ligue avec Grenoble
- 2008-2009 :
  - champion de France avec Grenoble
  - vainqueur de la Coupe de France avec Grenoble
  - vainqueur de la Coupe de la Ligue avec Grenoble
- 2009-2010 : sélectionné dans l'équipe étoile des joueurs français.
- 2012-2013 : vainqueur de la Coupe de France avec Briançon
- 2013-2014 : champion de France avec Briançon
- 2014-2015 : 
  - champion de France avec Gap
  - meilleur joueur des séries éliminatoires de la Ligue Magnus
- 2015-2016 : vainqueur de la Coupe de la Ligue avec Gap

## Statistiques

### En club
| Saison    | Équipe                        | Ligue        |    | Saison régulière | Saison régulière | Saison régulière | Saison régulière | Saison régulière |   | Séries éliminatoires | Séries éliminatoires | Séries éliminatoires | Séries éliminatoires | Séries éliminatoires |
| Saison    | Équipe                        | Ligue        | PJ | B                | A                | Pts              | Pun              | PJ               | B | A                    | Pts                  | Pun                  |                      |                      |
| 2005-2006 | Brûleurs de loups de Grenoble | Ligue Magnus | 18 | 2                | 0                | 2                | 8                | -                | - | -                    | -                    | -                    |                      |                      |
| 2006-2007 | Brûleurs de loups de Grenoble | Ligue Magnus | 23 | 1                | 2                | 3                | 16               | 12               | 0 | 0                    | 0                    | 6                    |                      |                      |
| 2007-2008 | Brûleurs de loups de Grenoble | Ligue Magnus | 17 | 1                | 0                | 1                | 12               | 1                | 0 | 0                    | 0                    | 0                    |                      |                      |
| 2008-2009 | Brûleurs de loups de Grenoble | Ligue Magnus | 20 | 1                | 0                | 1                | 14               | 11               | 0 | 1                    | 1                    | 8                    |                      |                      |
| 2009-2010 | Gothiques d'Amiens            | Ligue Magnus | 23 | 1                | 6                | 7                | 18               | 4                | 0 | 0                    | 0                    | 6                    |                      |                      |
| 2010-2011 | Gothiques d'Amiens            | Ligue Magnus | 25 | 2                | 7                | 9                | 10               | 5                | 0 | 1                    | 1                    | 0                    |                      |                      |
| 2011-2012 | Gothiques d'Amiens            | Ligue Magnus | 24 | 0                | 3                | 3                | 32               | 10               | 0 | 2                    | 2                    | 39                   |                      |                      |
| 2012-2013 | Diables rouges de Briançon    | Ligue Magnus | 25 | 2                | 3                | 5                | 65               | 8                | 0 | 1                    | 1                    | 4                    |                      |                      |
| 2013-2014 | Diables rouges de Briançon    | Ligue Magnus | 19 | 0                | 3                | 3                | 18               | 15               | 0 | 2                    | 2                    | 12                   |                      |                      |
| 2014-2015 | Rapaces de Gap                | Ligue Magnus | 23 | 1                | 4                | 5                | 20               | 17               | 3 | 10                   | 13                   | 16                   |                      |                      |
| 2015-2016 | Rapaces de Gap                | Ligue Magnus | 24 | 3                | 9                | 12               | 30               | 3                | 0 | 0                    | 0                    | 2                    |                      |                      |
| 2016-2017 | Brûleurs de loups de Grenoble | Ligue Magnus | 36 | 4                | 17               | 21               | 36               | 12               | 1 | 3                    | 4                    | 16                   |                      |                      |
| 2017-2018 | Brûleurs de loups de Grenoble | Ligue Magnus | 3  | 0                | 0                | 0                | 4                | -                | - | -                    | -                    | -                    |                      |                      |
| 2018-2019 | Brûleurs de loups de Grenoble | Ligue Magnus | 8  | 0                | 1                | 1                | 31               | 13               | 0 | 0                    | 0                    | 4                    |                      |                      |
| 2019-2020 | Brûleurs de loups de Grenoble | Ligue Magnus | 40 | 2                | 8                | 10               | 51               | 4                | 0 | 2                    | 2                    | 4                    |                      |                      |
| 2020-2021 | Ours de Villard-de-Lans       | Division 2   | 2  | 1                | 0                | 1                | 0                | -                | - | -                    | -                    | -                    |                      |                      |
| 2021-2022 | Ours de Villard-de-Lans       | Division 2   | 17 | 4                | 8                | 12               | 27               | 4                | 2 | 4                    | 6                    | 6                    |                      |                      |
| 2022-2023 | Ours de Villard-de-Lans       | Division 2   | 10 | 2                | 7                | 9                | 8                | -                | - | -                    | -                    | -                    |                      |                      |

| Saison    | Équipe                        | Compétition        |    | Saison régulière | Saison régulière | Saison régulière | Saison régulière | Saison régulière |   | Séries éliminatoires | Séries éliminatoires | Séries éliminatoires | Séries éliminatoires | Séries éliminatoires |
| Saison    | Équipe                        | Compétition        | PJ | B                | A                | Pts              | Pun              | PJ               | B | A                    | Pts                  | Pun                  |                      |                      |
| 2005-2006 | Brûleurs de loups de Grenoble | Coupe Continentale | 6  | 0                | 0                | 0                | 0                | -                | - | -                    | -                    | -                    |                      |                      |
| 2005-2006 | Brûleurs de loups de Grenoble | CdF                | 2  | 0                | 0                | 0                | 0                | -                | - | -                    | -                    | -                    |                      |                      |
| 2006-2007 | Brûleurs de loups de Grenoble | CdlL               | 7  | 0                | 0                | 0                | 10               | -                | - | -                    | -                    | -                    |                      |                      |
| 2006-2007 | Brûleurs de loups de Grenoble | CdF                | 1  | 0                | 0                | 0                | 0                | -                | - | -                    | -                    | -                    |                      |                      |
| 2007-2008 | Brûleurs de loups de Grenoble | CdlL               | 4  | 0                | 0                | 0                | 0                | -                | - | -                    | -                    | -                    |                      |                      |
| 2007-2008 | Brûleurs de loups de Grenoble | CdF                | 4  | 0                | 0                | 0                | 4                | -                | - | -                    | -                    | -                    |                      |                      |
| 2008-2009 | Brûleurs de loups de Grenoble | CdlL               | 4  | 0                | 1                | 1                | 2                | 5                | 0 | 0                    | 0                    | 2                    |                      |                      |
| 2009-2010 | Gothiques d'Amiens            | CdlL               | 5  | 1                | 1                | 2                | 4                | 2                | 0 | 0                    | 0                    | 2                    |                      |                      |
| 2009-2010 | Gothiques d'Amiens            | CdF                | 3  | 0                | 1                | 1                | 2                | -                | - | -                    | -                    | -                    |                      |                      |
| 2010-2011 | Gothiques d'Amiens            | CdlL               | 6  | 3                | 1                | 4                | 6                | 2                | 0 | 0                    | 0                    | 4                    |                      |                      |
| 2010-2011 | Gothiques d'Amiens            | CdF                | 0  | 0                | 0                | 0                | 0                | -                | - | -                    | -                    | -                    |                      |                      |
| 2011-2012 | Gothiques d'Amiens            | CdlL               | 4  | 0                | 0                | 0                | 6                | 3                | 0 | 1                    | 1                    | 16                   |                      |                      |
| 2011-2012 | Gothiques d'Amiens            | CdF                | 2  | 0                | 1                | 1                | 2                | -                | - | -                    | -                    | -                    |                      |                      |
| 2012-2013 | Diables rouges de Briançon    | CdF                | 5  | 2                | 0                | 2                | 0                | -                | - | -                    | -                    | -                    |                      |                      |
| 2012-2013 | Diables rouges de Briançon    | CdlL               | 6  | 0                | 1                | 1                | 8                | 4                | 0 | 0                    | 0                    | 4                    |                      |                      |
| 2013      | Diables rouges de Briançon    | MdC                | 1  | 0                | 0                | 0                | 0                | -                | - | -                    | -                    | -                    |                      |                      |
| 2013-2014 | Diables rouges de Briançon    | CdlL               | 6  | 0                | 0                | 0                | 2                | 4                | 0 | 1                    | 1                    | 0                    |                      |                      |
| 2013-2014 | Diables rouges de Briançon    | CdF                | -  | -                | -                | -                | -                | 3                | 0 | 4                    | 4                    | 2                    |                      |                      |
| 2014-2015 | Rapaces de Gap                | CdlL               | 4  | 1                | 0                | 1                | 25               | 4                | 0 | 1                    | 1                    | 2                    |                      |                      |
| 2014-2015 | Rapaces de Gap                | CdF                | -  | -                | -                | -                | -                | 3                | 1 | 1                    | 2                    | 2                    |                      |                      |

### En équipe nationale
| Année | Compétition                          |   | PJ | B | A | Pts | Pun | +/-                                        |  | Résultat |
| 2005  | Championnat du monde moins de 18 ans | 5 | 0  | 0 | 0 | 4   | -3  | Quatrième place de la division 1, groupe A |  |          |
| 2006  | Championnat du monde junior          | 5 | 1  | 0 | 1 | 10  | 0   | Quatrième place de la division 1, groupe A |  |          |
| 2007  | Championnat du monde junior          | 5 | 0  | 3 | 3 | 6   | +1  | Quatrième place de la division 1, groupe B |  |          |
| 2008  | Championnat du monde                 | 2 | 0  | 0 | 0 | 2   | -1  | Quatorzième place                          |  |          |
| 2009  | Qualification olympique              | 2 | 0  | 0 | 0 | 0   | 0   | Quatrième place du groupe G                |  |          |
| 2011  | Championnat du monde                 | 2 | 0  | 0 | 0 | 0   | 0   | Douzième place                             |  |          |
| 2015  | Championnat du monde                 | 2 | 0  | 0 | 0 | 2   | -1  | Douzième place                             |  |          |
| 2016  | Championnat du monde                 | 2 | 0  | 0 | 0 | 2   | -3  | Quatorzième place                          |  |          |